# Федеративная сеть миссий
FMN (англ. NATO Federated Mission Networking) — Федеративная сеть миссий, инициатива НАТО, направленная на обеспечение оперативной совместимости, обмен информацией и разведывательными данными во время совместных операций государств-членов НАТО и стран-партнёров.
FMN создана в ответ на требования формирования единой информационной среды, возникшие во время проведения миссии в Афганистане (ISAF). На данный момент к FMN присоединились 28 государств-членов НАТО и 6 стран-партнёров.

## Особенности FMN
Базой FMN стала методология интеллектуальных телекоммуникаций, основы которой были отработаны в рамках проекта TACOMS POST- 2000. Концепция развития FMN опирается на так называемые спирали Federated Mission Network («FMN Spiral»), соответствующие этапам ее реализации. Отработка технологий FMN осуществляется в рамках учений CWIX.